# نورث لودرلیل (فلوریدا)
نورث لودرلیل (به انگلیسی: North Lauderdale) شهری در شهرستان برووارد ایالت فلوریدا است که در سال ۱۹۶۳ بنیان‌گذاری شده‌است. این شهر طبق سرشماری سال ۲۰۱۰ میلادی، ۴۱٬۰۲۳ نفر جمعیت داشته و مساحت آن نیز ۱۰٫۱ کیلومتر مربع است.